# Marguerite Burnat-Provins
Marguerite Burnat-Provins (Arras, 26 de junho de 1872 - Grasse, 20 de novembro de 1952) foi uma escritora e pintora francesa e suíça.

## Biografia
Burnat-Provins era a mais velha de sete filhos nascidos em uma família de classe média. Seu pai encorajou seus talentos artísticos e ela deixou Arras por Paris em 1891 para estudar em várias escolas com currículos focados em arte, já que a École des Beaux-Arts não admitia mulheres na época.
Ela se mudou de Paris para a vila suíça de Vevey quando se casou com o arquiteto suíço Adolphe Burnat-Provins. Vevey se tornou o cenário de muitas de suas primeiras obras.[2] Ela escreveu constantemente por um período de vinte anos e depois mais esporadicamente mais tarde na vida. Durante esse tempo, ela foi uma prolífica pintora de aquarela; muitas de suas obras, junto com poemas e edições originais de seus livros, foram destruídas ou roubadas durante a Primeira Guerra Mundial.

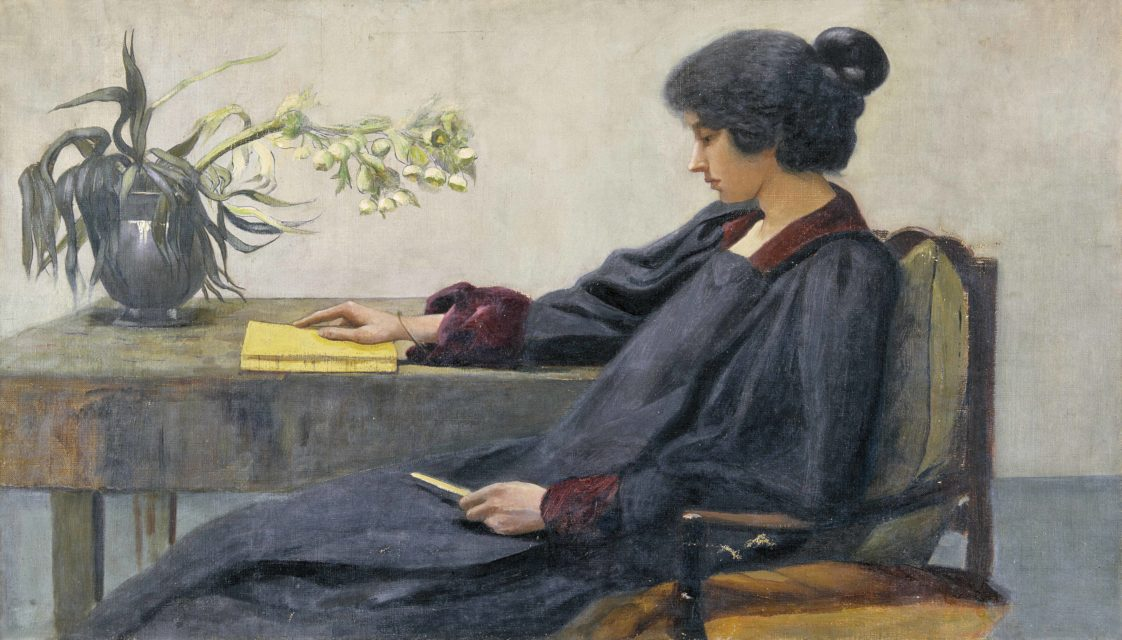
Marguerite Burnat-Provins - Autorretrato

Seu trabalho era conhecido por sua sensualidade. Dois de seus livros, Le Livre pour toi (1908) e Cantique d'été (1910), focavam no corpo masculino nu, usando uma linguagem que poetas homens historicamente usavam para descrever nus femininos por séculos.

## Livros publicados
- Burnat-Provins, Marguerite. La Reine Isabeau. Genève: Éditions du Verseau, 1904.
- Burnat-Provins, Marguerite. Mes Paysages. Lausanne: Payot, 1916.